# Nà Bó
Nà Bó là một xã thuộc huyện Mai Sơn, tỉnh Sơn La, Việt Nam.
Xã có diện tích 63,82 km², dân số năm 2008 là 6.323 người, mật độ dân số đạt 99 người/km².